# FC Union 60 Brême
Maillots
Le FC Union 60 Brême, est un club allemand de football, localisé dans la ville de Brême. Le club est issu d’une fusion en 1998 entre la section football de l’ATSV 1860 Bremen et le Bremer BV.
De son côté, l’ATSV 1860 Bremen reste un club omnisports avec des sections: Badminton, Basket-ball, Danse, Escrime, Handbal, Judo, Karate, Billard, Gymnastique rythmique, Rugby à XV, Patinage et Volley-Ball.

## Histoire
Le club initial fut créé en 1891 sous l’appellation Bremer SC 1891. Ce club fut en 1900, un des fondateurs de la Fédération allemande de football (DFB). A la réunion constitutive, en janvier 1900, à Leipzig, le club fut représenté par Walter Sommermeier de Hambourg, qui représentait aussi plusieurs autres clubs.
En 1920, le Bremer SC 1891 s’unit avec l’Allgemeinen Bremer TV 1860 (un cercle de gymnastique) et le Bremer Schwimm-Club (un club de natation) pour former l’ABTS Bremen. La même année, le club fut battu (3-1) en demi-finales du championnat d’Allemagne du Nord par le SV Arminia Hannover.
En 1925, le club se montra un peu trop ambitieux. Un voyage en Amérique fut programmé tout comme la construction d’un grand stade. Mais un an plus tard, le cercle dut déchanter. La faillite menaçait. Le club quitta son stade pour s’installer un peu plus loin à Pauliner Marsch. L’ABTS-Kampfbahn fut repris par le SV Werder Bremen et est devenu l’actuel Weserstadion.
Finalement, l’ABTS fut déclaré en faillite en 1929. Le club fut rapidement reformé sous le nom de Bremer Sportfreund.
Le Spfr Bremen participa brièvement à la Gauliga Weser-Ems. Cette ligue venait d’une scission de la Gauliga Basse-Saxe (une des seize ligues créées en 1933 sur ordre des Nazis dès l’arrivée au pouvoir de ceux-ci).
Après la Seconde Guerre mondiale, le club fut dissous (comme tous les clubs et associations allemands) par les Alliés. Vers la fin 1945, le club fut reconstitué et fusionna en 1946 avec l’Allgemeinen Bremer TV pour prendre le nom d’ATSV Bremen 1860. Le club joua dans les ligues locales de Brême.
Le club s’avéra une excellente équipe amateur. En 1951, le club disputa la finale du championnat d’Allemagne amateur à Olympiastadion de Berlin.Devant 70 000 personnes, ATSV battit un peu chanceusement Karlsruher FV (3-2), après avoir mené 3-0, le club de Brême perdit deux jours et termina à neuf.
Le club resta solide durant les saisons suivantes et remporta le championnat amateur de Brême trois fois. Mais en 1963, avec la restructuration des séries et de la pyramide du football allemand, le club joua en Landesliga Bremen jusqu’en 1968 (niveau 3) puis descendit en Verbandsliga (niveau 4) pour deux saisons. Revenu en Landesliga, l’ATSV y resta jusqu’en 1986, mais ce niveau était devenue le 5e de la hiérarchie en 1974.
Mis à part une courte apparition en Verbandsliga en 1986-1987, le club retourna en Landesliga jusqu’en 1993. L’année suivante, le club tomba au niveau 6 qui avait hérité du nom de Verbandsliga puis en Bezirksliga (niveau 7 à partir de 1996).
En 1998, l’ATSV 1860, bien qu’étant un grand club omnisports, estima que le football était trop coûteux. Sa section football fusionna alors avec le Bremer Balspiel Verein pour former l’actuel FC Union 60 Bremen.

## Palmarès

### Bremer SC 1891
- Champion de la Verbandes Bremer Fußball-Vereine: 1900

### ATSV 1860 Bremen
- Champion Amateurliga Bremen: 1953, 1954, 1955.
- Champion d’Allemagne amateur: 1951

## Sources & Liens externes
- Hardy Grüne Bremens Fußballpionier ohne Fußballabteilung in Legendäre Fußballvereine Norddeutschland, Kassel 2004 (Agon)  (ISBN 3-89784-223-8)
- Norddeutscher Fussball-Verband e.V., Hamburg " 1905 NFV 1955; 50 Jahre Norddeutscher Fußball-Verband e.V."